# Rosenborg BK
Rosenborg Ballklub – norweski klub piłkarski, z siedzibą w Trondheim.

## Historia
Założony w 1917 roku jako Odd, w 1927 zmienił nazwę na Rosenborg BK. Jest rekordzistą w seryjnym zdobywaniu mistrzostw Norwegii. Wygrywał ligę 13 sezonów z rzędu (1992-2004). Jest to drugi wynik wszech czasów, po łotewskim klubie Skonto Ryga, który wygrywał mistrzostwo kraju 14 razy z rzędu.

### Historia najnowsza

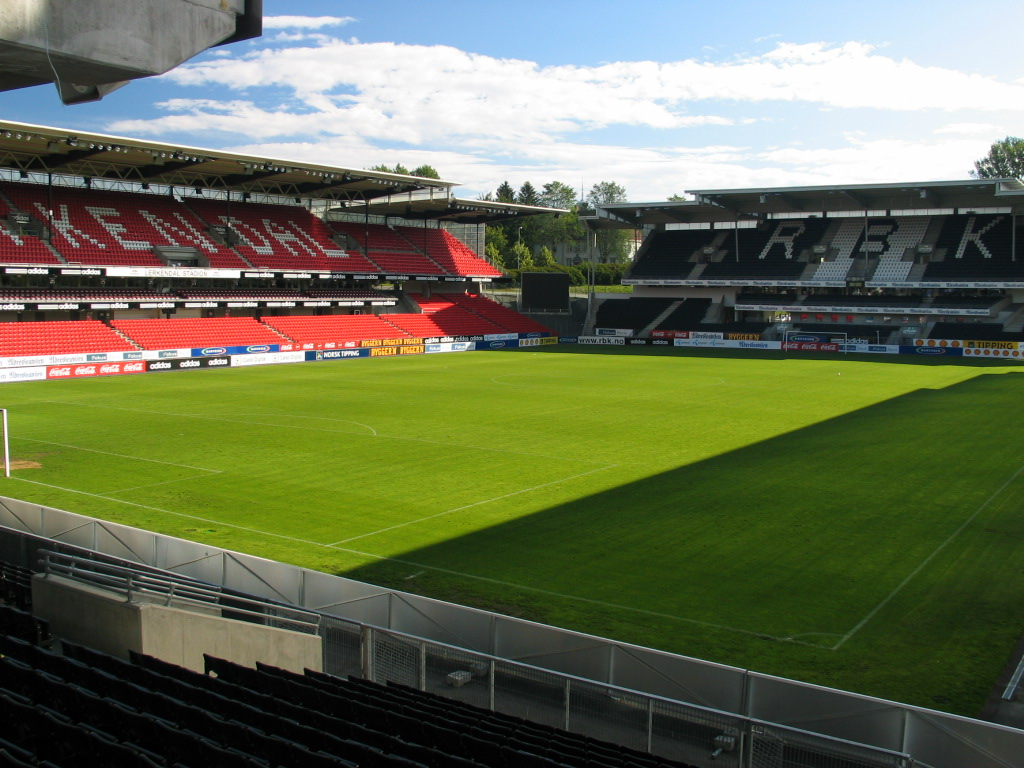
Lerkendal Stadion

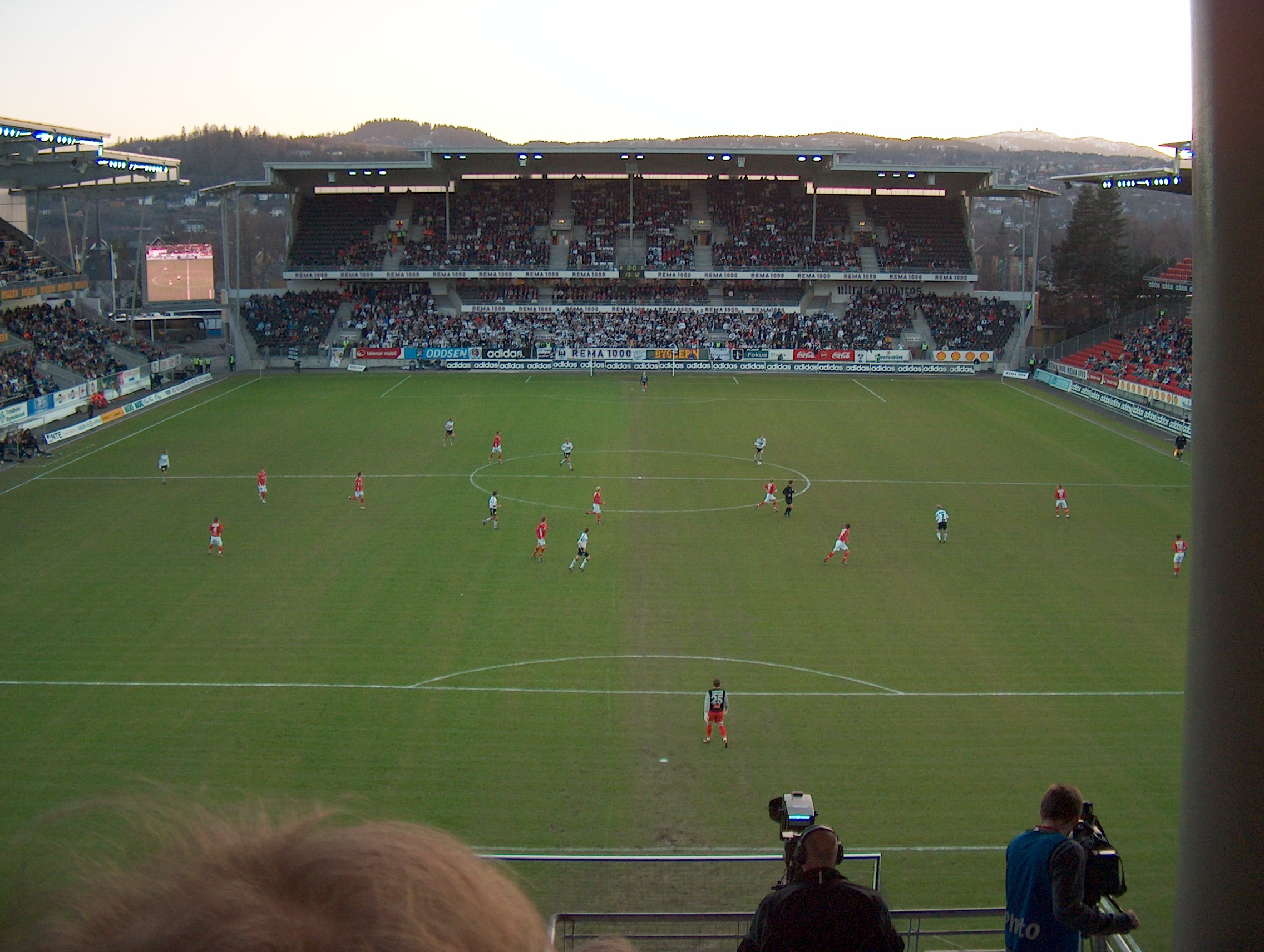
Stadion Rosenborga Trondheim

Sukcesy Rosenborga związane są z osobą popularnego trenera Nilsa Arne Eggena, który odszedł na emeryturę po sezonie 2002. Eggen był trenerem Rosenborga od 1988, z małą przerwą w sezonie 1998, kiedy to klub trenował Trond Sollied.
W 2003 roku miejsce legendarnego trenera zajął Åge Hareide, były trener czołowych zespołów lig Skandynawii: Helsingborgs IF (Szwecja), Brøndby IF (Dania), czy Molde FK (Norwegia). W grudniu 2003 Hareide zaakceptował propozycję objęcia reprezentacji Norwegii i został zastąpiony w klubie przez asystenta Ola By Rise.
Pomimo zdobycia mistrzostwa Tippeligaen w sezonie 2004 i zakwalifikowania się do Ligi Mistrzów, kontrakt Oli By Rise wygasł w październiku 2004. Przez długi czas nie było jasne, kto obejmie jego stanowisko, jednak w listopadzie okazało się, że słynny Nils Arne Eggen wraca do pracy na ławce Rosenborga, tym razem jako menedżer-konsultant. Asystentem Eggena (teoretycznie pierwszym trenerem) został Per Joar Hansen.
Sezon 2005 w norweskiej Tippeligaen przyniósł dla Rosenborga wielkie rozczarowanie. Z funkcji trenera zrezygnował Eggen, który został zastąpiony przez Pera-Mathiasa Høgmo. Nowy trener nie zostanie jednak długo na stanowisku i już we wrześniu kontrakt z Rosenborgiem podpisał były menedżer Moss FK Knut Kjartan Tørum, który obejmie miejsce na ławce z początkiem roku 2006. W sezonie 2005 zajął w tabeli Tippeligaen 7. miejsce (na 14 zespołów) z dorobkiem 34 punktów.

### Występy w Lidze Mistrzów
W latach 1995-2002 Rosenborg rokrocznie uczestniczył w fazie grupowej rozgrywek Ligi Mistrzów. Osiem występów z rzędu było rekordem do 2004, kiedy dziewiąty raz z rzędu wystąpił w tych elitarnych rozgrywkach Manchester United. Ostatni raz Rosenborg odpadł w kwalifikacjach w 2003, kiedy przegrał z hiszpańskim Deportivo La Coruna. W 2004 roku pokonał Maccabi Hajfa w kwalifikacjach, zaś w 2005, mimo rozczarowania w lidze, zakwalifikował się eliminując po drodze Steauę Bukareszt. Sezon 2006/2007 był dla Rosenborga okresem przerwy, jeśli chodzi o występy w Champions League. Jednak już rok później, a więc w sezonie 2007/2008 piłkarze tego klubu byli bardzo bliscy awansu do fazy pucharowej. Należy tu nadmienić, iż w swej grupie dwa razy pokonali znacznie wyżej notowaną hiszpańską Valencię CF. Szansę na wyjście z grupy Rosenborg praktycznie zaprzepaścił w wyniku sromotnej przegranej z Chelsea F.C. 0:4 na Lerkendal Stadion. Jednak przywołane zwycięstwa z Valencią CF okazały się kluczem do rozpoczęcia batalii o Puchar UEFA na szczeblu 1/16 finału tych rozgrywek.

## Sukcesy
- Mistrzostwo Norwegii: 26 (rekord)
  - 1967, 1969, 1971, 1985, 1988, 1990, 1992, 1993, 1994, 1995, 1996, 1997, 1998, 1999, 2000, 2001, 2002, 2003, 2004, 2006, 2009, 2010, 2015, 2016, 2017, 2018
- Puchar Norwegii: 12
  - 1960, 1964, 1971, 1988, 1990, 1992, 1995, 1999, 2003, 2015, 2016, 2018

## Skład w sezonie 2020
Stan na 17 października 2020
| Nr | Poz. | Piłkarz               |
| -- | ---- | --------------------- |
| 1  | BR   | André Hansen          |
| 2  | OB   | Vegar Eggen Hedenstad |
| 4  | OB   | Tore Reginiussen      |
| 5  | PO   | Per Ciljan Skjelbred  |
| 7  | PO   | Markus Henriksen      |
| 8  | PO   | Anders Konradsen      |
| 9  | NA   | Dino Islamović        |
| 10 | NA   | Pål André Helland     |
| 11 | NA   | Carlo Holse           |
| 13 | BR   | Julian Faye Lund      |
| 15 | OB   | Hólmar Örn Eyjólfsson |
| 16 | OB   | Even Hovland          |

| Nr | Poz. | Piłkarz                 |
| -- | ---- | ----------------------- |
| 18 | PO   | Kristoffer Zachariassen |
| 20 | PO   | Edvard Tagseth          |
| 21 | OB   | Erlend Dahl Reitan      |
| 22 | PO   | Gjermund Åsen           |
| 25 | OB   | Pa Konate               |
| 26 | OB   | Warren Kamanzi          |
| 28 | NA   | Samuel Adegbenro        |
| 35 | PO   | Emil Konradsen Ceïde    |
|    | NA   | Andreas Helmersen       |
|    | NA   | Rasmus Wiedesheim-Paul  |
|    | PO   | Robin Bjørkås Skrogstad |